# Трейсер (персонаж Overwatch)
Трейсер (англ. Tracer) — вигаданий жіночий персонаж, яку було представлено у відеогрі Overwatch 2016 року — шутер від першої особи, розроблений компанією Blizzard Entertainment, а також у пов'язаних з нею анімаційних і літературних творах. Трейсер вперше з'явилася у короткому кінематографічному трейлері Overwatch 2014 року. Її було представлено як ігровий персонаж в оновленні для кросоверної багатокористувацької онлайн-ігри Heroes of the Storm у квітні 2016 року, майже за місяць до виходу Overwatch. Трейсер з'явилася і в Overwatch 2.
Згідно з вигаданим життєписом персонажа, Трейсер родом з Великої Британії. Ігрові журналісти охарактеризували її як веселу й енергійну дівчину. В ігрі Трейсер має менше очок здоров'я, ніж інші персонажі Overwatch, але при цьому вона вирізняється більш підвищеною мобільністю та швидкістю. Ці здібності були викликані нещасним випадком, внаслідок якого вона не могла зберігати фізичну подобу у теперішньому часі, поки Вінстон (розумна горила-вчений, один із членів організації «Overwatch») не винайшов хрональний прискорювач — пристрій, який допомагає дівчині утримувати своє тіло цілим. Пристрій дозволив Трейсер залишатися у теперішньому часі і керувати своїм часом — самостійно уповільнювати чи прискорювати його.
Трейсер — один із найвідоміших персонажів Overwatch. Вона часто з'являється в офіційних промоматеріалах гри, включаючи рекламні роботи та обкладинки, а також у фан-арті. Трейсер привернула увагу ЗМІ у зв'язку з полемікою в інтернеті навколо однієї з її переможних поз у грі, а також у зв'язку з появою порнографії за участю персонажа, створеної фанатами, яку Blizzard намагалася видалити. Персонаж з'являвся в мультиплікаційних короткометражках та серії цифрових коміксів за мотивами Overwatch. У коміксі «Reflections» вона показана лесбійкою, що було позитивно сприйнято ЗМІ і гравцями.

## Розробка і проєктування

### Ігровий процес і візуальний стиль
Трейсер була одним із перших дванадцяти персонажів Overwatch, представлених на BlizzCon 2014 року. Її ігрова модель відрізняється обтяжними помаранчевими штанами, окулярами і взуттям, схожим на кросівки. Її дизайн засновано на елементі зі скасованого проєкту Blizzard Titan. За словами директора Overwatch Джеффа Каплана, у грі Titan був клас персонажів під назвою «Стрибун», який пізніше перетворився на Трейсер, бо Overwatch зосереджується на створенні індивідуальних персонажів, а не загальних класів. У більшості концепт-артів та у версії для гравців клас «Пригун» зображувався як чоловік. Стрибун був оснащений здібностями «Скачок» і «Повернення», а також імпульсною бомбою і двома пістолетами-кулеметами. На дизайн зброї Трейсер вплинув пістолет G18, представлений у грі Call of Duty: Modern Warfare 2.
На дизайн самої Трейсер вплинув Джефф Ґудман, провідний дизайнер героїв Overwatch. Трейсер була першим героєм, створеним для гри, та використовувалася для тестування базового геймплею. Каплан розповів про перший ігровий тест Overwatch: «Весь рівень був сірим і складався з блоків, а єдиним героєм була Трейсер. У нас не було візуальних ефектів або точок кріплення на її зброї, тому вона просто стріляла лазерним промінням з очей». Одночасно з роботою над Трейсером велася розробка першої карти гри — «Храм Анубіса». Помічник директора гри Overwatch Аарон Келлер розповідав: «Якось ми взяли їх обох, і з Трейсер, що бігає навіть по незакінченій мапі, було весело». На відміну від інших персонажів, всі три здібності Трейсер збереглися протягом усієї розробки гри; із самого початку вона зародилася як «цілісний» персонаж. Однак її запас здоров'я було зменшено на пізніх щаблях закритого бета-тестування.. Кірк Гамільтон з Kotaku висловився з приводу ігрового стилю Трейсер: «Вона швидка і тендітна, створена скоріше задля того, щоб переслідувати команду противника ззаду, аніж для того, щоб виживати в лобовій атаці».
При розробці персонажів враховувалися розміри тіла і стиль бігу, щоб кожного героя можна було легко витотожнювати. Трейсер має анімацію дикого бігу і винятковий блакитний слід, який вона залишає за собою.. Її анімація стрибків виглядає «гіперперебільшеною і дещо безглуздою», що є плодом використання в Overwatch технік анімації з розмазаними кадрами та анімації стискання і розтягування моделі персонажа. Старший аніматор Blizzard Девід Ґібсон зазначив кадри з її анімації стрибка: «Ми намагаємося просто просунути її трохи далі, ніж зазвичай. Щось просте, наприклад, витягнути тулуб, змусити її зависнути у повітрі трохи довше. Стиснути модель персонажа, коли вона приземляється».

Порівняння між оригінальною позою Трейсер (ліворуч) та зміненою (праворуч)

У лютому 2016 року під час закритого бета-тестування Overwatch персонажам було додано переможні пози та інші косметичні зміни. У березні 2016 року у спільноті виникли суперечки з приводу переможної пози Трейсер «через плече» після того, як один із користувачів заявив, що вона не відповідає характеру і «зводить Трейсер до чергового прісного секс-символу». Повідомлення викликало сперечання на форумах, які ігрові видання відзначили за їхню цивілізованість; кілька користувачів додали свої власні критичні думки щодо пози, тоді як інші не погодилися з автором оригінального посту. Каплан оприлюднив вибачення, в якому повідомив про плани Blizzard замінити позу, оскільки вони не хочуть «змусити когось почуватися незручно, недооціненим чи неправильно представленим».
Це рішення викликало неоднозначну реакцію з боку ігрової спільноти. Деякі стверджували, що Blizzard поступилася своїм творчим контролем над грою, піддаючи цензурі контент, аби заспокоїти скривдженого користувача, тим часом як інші високо оцінили готовність Blizzard прислухатися до думки спільноти і дотримуватися стандартів зображення персонажів відповідно до їхнього характеру. Команда розробників гри також не була «цілком задоволена оригінальною позою», тому в команді виникли і внутрішні творчі розбіжності. Тижнем пізніше було випущено заміну пози; один із коментаторів сказав, що вона «відрізняється, але не набагато», маючи на увазі випнуті сідниці первісної пози. На створення нової пози розробників надихнула чизкейк пін-ап ілюстрація Біллі Де Ворсса. Каплан назвав заміну пози класною, милою та грайливою і сказав, що хотів би, аби команда обрала її від самого початку.
Пізніше в Overwatch було введено сезонні події, які включали тематичну косметику, таку як скіни і ґрафіті, якими гравці можуть екіпірувати персонажа. Під час першої сезонної події гри, присвяченої літнім Олімпійським іграм 2016 року, Трейсер отримала дві зовнішності. Крім того, у перший рік вона отримала тематичні скіни під час подій «Зимова казка», «Рік Півня 2017», «Повстання» і «Річниця».".
Як і інші персонажі Overwatch, Трейсер зазнала редизайну під час розробки Overwatch 2; вона зберегла свої фірмові помаранчеві штани й окуляри, хоч і була візуально змінена.

### Історія і характер
Поза грою, у вигаданому життєписі Трейсер, вказано її справжнє ім'я — Лена Окстон, вік — 26 років, місце перебування — Лондон, Англія.
Трейсер — авантюристка і колишня агентка міжнародної оперативної групи «Overwatch». Трейсер відома своїми навичками пілотування; після служби у британських королівських ВПС вона стала наймолодшою учасницею експериментальної льотної програми «Overwatch». Вона була обрана для випробування «Спалаху» — прототипу телепортаційного винищувача. Під час випробувального польоту телепортаційна матриця «Спалаху» вийшла з ладу, Трейсер пропала разом із винищувачем і була оголошена мертвою. Пізніше Трейсер з'явилася, але була десинхронізована з потоком часу, що не дозволяло їй зберігати фізичну форму в теперішньому, доки вчений на ім'я Вінстон не створив хроноприскорювач, який дає Трейсер контроль над власним часом. Ці події відбулися тоді, коли організація «Overwatch» все частіше піддавалася критиці з боку громадськості. У квітневому патчі 2017 року «Галерея героїв» у грі з'явилися короткі життєписи персонажів та довідка щодо скінів, що гравець може на них одягнути. Хоча за сюжетом франшизи організацію «Overwatch» було насильно розпущено, у життєписі Трейсер зазначається, що вона продовжує «виправляти помилки і боротися за праву справу скрізь, де надається можливість».
Трейсер була одним із перших персонажів із докладно описаною історією. В інтерв'ю для PC Gamer креативний директор гри Кріс Метцен порівняв її з персонажем типу Людини-павука: «Трейсер була одним із перших персонажів, з котрим ми справді познайомилися. І хоча вона була спочатку створена як головна героїня, […] мені приємно використовувати її для втілення сюжетних задумів». Трейсер называют весёлым персонажем; Кевін Дансмор з Hardcore Gamer описав її як «веселу британку, яка […] сповнена маленьких дотепів, коли мчить по бойовищу». Каплан описав Трейсер як милу і грайливу, зазначивши, що вона все робить з підморгуванням й усмішкою.. В інтерв'ю для PCGamesN дизайнер гри Майкл Чу розповів, що Трейсер втілює тему героїзму у грі, додавши: «Вона має вдачу, яка не властива більшості людей. Вона неймовірно оптимістична; вона неймовірно кипуча — це частина її геройської особистості». Відповідно до британського походження, Трейсер озвучує британська актриса Кара Теоболд.
На BlizzCon 2015 Метцена запитали про присутність героїв-геїв у всесвіті Overwatch, після чого він підтвердив наявність таких персонажів, але уточнив: «Ми хочемо, щоб це відбувалося органічно, ми не хочемо, щоб це було точкою відліку чи здавалося надуманим». У грудні 2016 року Трейсер стала першим канонічним героєм Overwatch, який був визнаний ЛГБТ-персонажем. У «Reflections», випуск цифрового коміксу Overwatch вона визначає себе як лесбійка. У коміксі її зображено в романтичних відносинах з жінкою на ім'я Емілі, яка не є членом команди «Overwatch». Blizzard відзначила важливість розмаїття біографій персонажів, що допомагає поглибити і збагатити широкий вигаданий всесвіт гри. Blizzard заявила про розвиток Трейсер: «Як і будь-яка обставина життєписів наших персонажів, їхня сексуальність — лише одна зі складових того, що робить наших героїв такими, якими вони є. Із самого початку праці над історією Трейсер нам здавалося правильним зробити це однією з рис її характеру».

## Появи

### Відеоігри
Трейсер дебютувала як ігровий персонаж у відеогрі Heroes of the Storm в квітневому оновленні 2016 року як бонусний персонаж за попереднє замовлення майже за місяць до виходу Overwatch. Кріс Терстен з PC Gamer назвав її включення до гру маркетинговим ходом, але зазначив, що Трейсер відрізняється від інших персонажів MOBA тим, що вона спочатку створювалася для шутера від першої особи. Він високо оцінив її включення в гру як законне доповнення до складу, написавши, що вона «привносить до Heroes of the Storm купу нових ідей, які підносять її над традиційними бонусами за попереднє замовлення».
У відеогрі «Overwatch» немає традиційної кампанії, сюжетного режиму; її історія та передісторія персонажів, включаючи Трейсер, показані через дизайн карт і голосові репліки персонажів.
У квітні 2017 року Blizzard запустила «Повстання» — сезонна подія, що включає однойменний режим кооперативної гри. Версія режиму за умовчанням обмежує гравців чотирма персонажами: Трейсер, Торборн, Райнхардт і Янгол. Це було пов'язано з тим, що режим є оповіданням, що розповідає про «Повстання» в Кінґс-Роу з минулого спецзагону «Overwatch». У цьому сюжетному завданні, дія якого відбувається за сім років до подій основної гри, Трейсер — тоді вона була відома як кадет Окстон — разом із трьома іншими персонажами виконує своє перше завдання як член «Overwatch». Ударній групі доручено запобігти нападу на Лондон, який планується екстремістським угрупованням.

### Анімація і фільми
У листопаді 2014 року Трейсер з'явилася разом з Вінстоном у кінематографічному трейлері гри Overwatch. Ці два персонажі борються проти Фатової вдови і Жнеця —агентів терористичного угруповання під назвою «Коготь». Трейлер, який офіційно анонсував Overwatch, дебютував на BlizzCon 2014. Фатальна вдова і Жнець проникають у музей та намагаються вкрасти рукавицю Кулака Смерті, але Трейсер і Вінстон перешкоджають пограбуванню.
У березні 2016 року Трейсер з'явилася лише у ролику «Recall», першому із серії анімаційних короткометражок Overwatch. Трейсер відповідає на заклик Вінстона до колишніх агентів «Overwatch». Події короткометражки «Recall» відбуваються до подій кінематографічного трейлера 2014 року. У квітні того ж року Трейсер з'явилася на екрані в короткометражці «Життя і смерть», другому із серії анімаційних короткометражок Overwatch. Дія короткометражки відбувається в лондонському районі Кінґс-Роу, який є сетинґом однієї з карток гри. У короткометражному фільмі Трейсер намагається завадити Фатальній вдові вбити Текхарта Мондатту. Трейсер не змогла захистити Мондатту і була знешкоджена Фатальною вдовою, яка пошкодила її хроноприскорювач.
У квітні 2017 року Трейсер з'явилася у відео, яке показує наслідки «Повстання» в Кінґс-Роу, що Blizzard описала як «поворотна віха в історії до падіння „Overwatch“». Трейсер виступає у ролі кадета Окстон. У липні Blizzard випустила ще одну анімаційну історію походження, присвячену персонажу Кулак Смерті; у ролику Трейсер, Ґендзі та Вінстон борються з ним.
Трейсер з'являється як фоновий персонаж й аватар у фільмі Стівена Спілберґа 2018 року «Першому гравцю приготуватися», заснованому на одноіменному романі Ернеста Клайна.
У листопаді 2019 року Трейсер з'явилася в анімаційному фільмі «Точка відліку», який виконував завдання анонсу Overwatch 2.

### Комікси
У серії цифрових коміксів Overwatch, пов'язаній з самою грою, Трейсер було представлено у випуску «Reflections» за грудень 2016 року. «Reflections» — це випуск на святкову тему, написаний Майклом Чу та оформлений Мікі Монтло. Трейсер зображено у романтичних відносинах з жінкою на ім'я Емілі, яка не входить до команди «Overwatch». Це підтвердило те, що Трейсер стала першим із кількох персонажів, які, як зазначила Blizzard, мають різноманітну сексуальну орієнтацію. Цікаво, що аби уникнути юридичного конфлікту з російською забороною на гей-пропаганду, Blizzard заблокувала доступ до цього комікса на території Російської Федерації. Трейсер зображено зі знятим хрональним прискорювачем; аккаунт гри в Твіттер підтвердив, що прискорювач працює, якщо його зняти, поки Трейсер знаходиться поруч з ним.
Трейсер з'явилася у квітневому номері журналу «Повстання» за 2017 рік. У випуску, дія якого відбувається за сім років до подій гри, розповідається про терористичну атаку екстремістського угруповання на Кінґс-Роу в Лондоні. В коміксі «Overwatch» заборонено діяти в Англії, але командир ударної групи Джек Моррісон, також відомий як Солдат-76, відправляє Трейсер — тоді ще новеньку у команді «Overwatch» — разом із Райнхардтом, Торборном і Ягелом на допомогу у врегулюванні становища в Лондоні. Коронний вислів Трейсер «Cheers love, the cavalry's here!» походить від зауваження, зробленого Торборном при їхній першій зустрічі.
У вересні 2020 року Blizzard розпочала публікацію серії коміксів «Tracer-London Calling», що складається з п'яти випусків. Комікс став зав'язкою для внутрішньоігрової сезонної події. Серія коміксів присвячена взаємодії Трейсер із омниками лондонського метро, а також відносинам між людьми й етносами.

### Мерчандайзинґ
Трейсер з'являлася в мерчендайзинґу за мотивами Overwatch. У 2017 році японський виробник Good Smile Company у партнерстві з Blizzard випустив фігурки Overwatch у лінійках Nendoroid та Figma, серед яких були фігурки Трейсер. У 2018 році компанія Lego анонсувала набір Overwatch з фігуркою Трейсер зокрема.

## Ігровий процес

### Overwatch
В Overwatch Трейсер належить до категорії нападних персонажів. Вона вказана як персонаж двозіркової (середньої) складності для гравців й озброєна парними імпульсними пістолетами, які швидко перезаряджаються і завдають шкоди на короткій відстані. За даними ігрових ЗМІ, вона є найшвидшим персонажем у грі. Швидкість Трейсер часто називають однією з її головних переваг і основним подразником команди суперника. Хоча Трейсер має перевагу у швидкості, у неї найнижчий запас здоров'я. Здатність «Скачок», що має три заряди, дозволяє телепортуватися на невелику відстань у напрямку руху. Використовуючи цю здатність, вона може «миттєво опинитися за спиною ворога для раптової атаки або швидко ухилитися, щоб піти з лінії вогню». Здатність «Повернення» дозволяє Трейсер повернутися на місце, де вона знаходилася три секунди тому, відновити здоров'я і перезарядити зброю. Обидві можливості мають час перезарядки. Головна здатність Трейсер — «Імпульсна бомба» — липка бомба, яка причіпляється до будь-якої поверхні або героя, якого вона торкнеться, а потім вибухає, завдаючи шкоди по площі.

Джефф Каплан прокоментував її «знущальний» стиль гри:
 У грі є такі персонажі, як Трейсер і Ґендзі, які дійсно виняткові для Overwatch, і іноді геть правильним рішенням для Трейсер буде діяти поодинці, далеко від цілі або далеко від команди, переслідуючи інших гравців, які тікають від точки відродження. При цьому вона може навіть не вбивати цих гравців… Вона відволікає, влаштовує засідки. І це не дуже поєднується з поставленою метою. Ви можете бути безумовно найкращим гравцем матчу, виконуючи деякі з цих завдань, але при цьому немає способу точно оцінити їхню ефективність.

### Heroes of the Storm
Destructoid зазначив, що її нестандартний дизайн в Heroes of the Storm схожий на її дизайнOverwatch, написавши, що «вона має ті ж базові здібності, і вона навіть посилює свою геройську здатність, як й ультимейт, завдаючи шкоди». Геройська здатність в Heroes of the Storm вибирається гравцем і відкривається після досягнення героєм 10-го рівня. В Heroes of the Storm гравці не мають контролю над геройською здатністю Трейсер, яка відкривається відразу ж. Її основне вміння — телепортація, яка включає «Скачок» і здатність «Повернення», що функціонує подібно здібності в Overwatch. Кріс Терстен із PC Gamer написав, що його вразив її дизайн у Heroes of the Storm, який кидає виклик звичайним правилам гри та дозволяє їй «буквально бігати колами навколо деяких героїв». Визнаючи, що вона може бути «абсолютним жахом для ворожої команди», Blizzard випустила ослаблену версію персонажа 4 травня 2016 року, менш ніж через місяць після її першої появи.

## Сприйняття

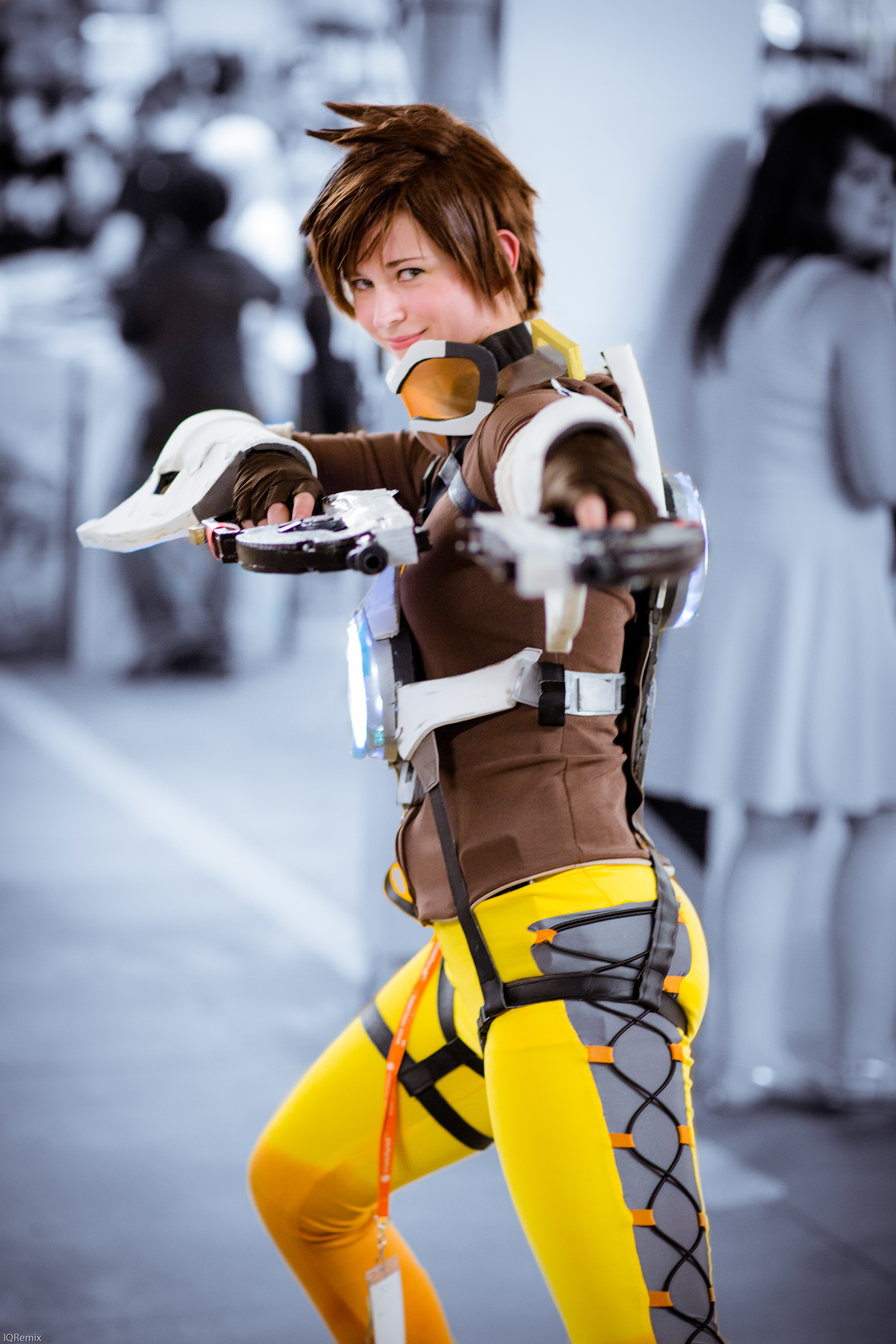
Косплей на Трейсер на конференції «Аніметон» 2016 року

Трейсер було названо «дівчиною з плакату» для відеоігри Overwatch. Журнал Hardcore Gamer назвав її «найкультовішим персонажем Overwatch». Багато видання називають її талісманом гри або зазначають, що вона, по суті, виконує цю роль.. До офіційного релізу гри VentureBeat писали: «Якщо ви звертали увагу на ранню фанатську культуру Overwatch, то, швидше за все, помітили, що Трейсер здається особливо популярною». Натан Ґрейсон з Kotaku описав її як «бадьору і веселу, але в той же час сміливу і круту», додавши: «Створюючи свої власні твори за участю Трейсер, фанати довели ці характеристики до 11. Деякі зображують її дитячою, наївною та безтурботною. Вона навіть може бути певною мірою дурненькою, посміховиськом». Кірк Гамільтон з Kotaku сказав, що вона «є найзнаковішим героєм Overwatch», назвавши її своїм улюбленим персонажем. 2016 року співробітники Glixel поставили Трейсер на 5-е місце серед найзнакових персонажів відеоігор 21 століття. Polygon включив її до числа 70 найкращих персонажів відеоігор 2010-х років, а Ніколь Карпентер написала: «Вона не лише жінка з обкладинки змагального шутера, а й лесбійка — і це важливо для багатьох фанатів, які, можливо, інакше не побачили б таких персонажів у відеоігрових блокбастерах». 2021 року PC Gamer поставили Трейсер на 15 місце серед «50 найзнаковіших персонажів комп'ютерних ігор», заявивши, що «Трейсер полюбилася спільнотою Overwatch з миті запуску гри, і її популярність анітрохи не зменшилася в міру розширення списку персонажів гри».
Kotaku відзначили, що японські геймери позитивно сприйняли Overwatch, знайшовши персонажів Трейсер і Мей особливо милими. Популярність Трейсер мала непередбачені наслідки: після виходу відкритої бети гри, на Pornhub кількість пошукових запитів, пов'язаних з Overwatch, збільшилася на 817 %, унаслідок чого «Overwatch Tracer» став найпопулярнішим пошуковим запитом, пов'язаним з грою. Невдоволена цим порно, створеним фанатами, компанія Blizzard зробила спроби видалити його. Тим не менш, порно з Трейсером залишалося популярним і після виходу гри, оскільки 2017 року вона була третім за популярністю персонажем відеоігор на Pornhub після інших персонажів Overwatch — D.Va і Янгол.

Ілюстрація з випуску «Reflections», на якій Трейсер цілується зі своєю подругою Емілі (художник Мікі Монтло). Трейсер як лесбійка в коміксі була в цілому добре сприйнята ЗМІ.

Канонічне зображення Трейсер як лесбійкки було загалом добре сприйнято як ЗМІ, так і гравцями. USgamer назвали це «вражаючим кроком для Blizzard, враховуючи, що Трейсер — їхній флагманський персонаж». Алеґра Френк з Polygon назвала це одкровення тим, «чого фанати чекали довгий час». Пітер Амато з Paste прокоментував, що, за винятком вольової меншини, реакція більшості фанатів «варіювалася від байдужої до радісної». Сесілія Д'Анастасіо з Kotaku вказала на заяву Blizzard, про органічне розкриття ЛГБТ-персонажу, прокоментувавши це: «Мені здається, що в коміксі так і було. Трейсер купує своєму партнеру шарф. Він подобається її партнеру. Вони цілуються. Комікс продовжується. Я думаю, що це було зроблено досить добре, хоча ідея Blizzard оголосити про персонажа-лесбійкку здається… дивовижною». Ґіта Джексон погодилася з Д'Анастасіо, зазначивши, що вона «безумовно була стурбована тим, що поява подібного персонажа буде виглядати як виверт, і була дуже задоволена тим, як вони з цим впоралися. Тут немає відчуття токенізації». Автор Kotaku Хізер Александра прокоментувала: «Я думаю, що наявність чогось такого була потрібна… Наявність чогось певного дає гравцям належну точку дотику». Енді Чалк з PC Gamer написав:
 …сам комікс — це досить проста і душевна історія про те, що дійсно важливо у найметушливіший сезон. Але реакція на особистість Трейсера була зовсім не такою. На форумах Overwatch та в інших соціальних мережах з'явилися повідомлення, що засуджують «помилку» Blizzard, тоді як інші хвалять студію за те, що вона прямо заявила — у стриманій манері — що особа однієї з найбільших ігор року є геєм.
Про її ігровій механіці Inquisitr написав, що «швидкі й уникливі здібності Трейсер роблять її дратівливим чинником». ESPN описали її як «класичного харассера „туди-сюди“», маючи на увазі її швидкість та здатність телепортуватись мапою. Майк Мінотті з VentureBeat сказав: «За Трейсер дуже весело грати. Вся її механіка телепортації/переміщення настільки унікальна і стрімка. Мені здається, що Blizzard проробила велику працю зі створення різноманітного та відносно врівноваженного складу». 2017 року видання Screen Rant поставило Трейсер на 8-ме місце серед 24 ігрових персонажів Overwatch, написавши, що «хороша Трейсер, яку не контролюють, може посіяти безлад на задніх лавах, змушуючи команди розвертатись іще до того, як вони зрозуміють, що відбувається». Незадовго до п'ятирічної річниці виходу гри газета The Washington Post написала, що, незважаючи на те, що її імпульсна бомба не несе «того „буму“, який був у старі часи», гравці все одно постійно обирають Трейсер для матчів змагань. Видання цитує Які, професійного гравця Overwatch League, який пояснив привабливість Трейсер у грі її постійністю, оскільки вона здатна добре діяти на будь-якій мапі.